# Nashville SC (2017)
Nashville Soccer Club is een Amerikaanse voetbalclub uit Nashville, Tennessee. De club komt sinds 2020 uit in de Eastern Conference van de Major League Soccer en speelt haar thuiswedstrijden in het Geodis Park.

## Geschiedenis

### Uitbreidingsclub
In januari 2017 begon de club het officiële biedingsproces om onderdeel te worden van de Major League Soccer. Zakenman John Ingram nam het initiatief en had een meerderheidsaandeel in de initiatiefgroep. Voormalig Colorado Rapids-hoofdtrainer Gary Smith werd binnengehaald als hoofdtrainer en technisch directeur in april 2017. In december van dat jaar werd officieel bekend dat Nashville SC vanaf het seizoen 2020 deel zou gaan nemen aan de MLS. Ter voorbereiding daarop nam het team in 2018 en 2019 deel aan de USL.
Op 29 februari 2020 speelde in het Nissan Stadium haar eerste MLS-wedstrijd ooit. Het Atlanta United van Frank de Boer was de tegenstander en wist de wedstrijd met 1-2 te winnen. Walker Zimmerman scoorde het eerste Nashville-doelpunt in de MLS. Door de gevolgen van de coronapandemie werd het debuutseizoen onderbroken vanaf maart 2020. Pas in augustus 2020 kwam het team weer in actie. In de wedstrijd tegen FC Dallas werd de eerste overwinning in haar MLS-franchise bestaan behaald. Uiteindelijk eindigde de club het seizoen met 32 punten en nam het deel aan de MLS Cup-playoffs. Ze reikten hier tot aan de halve finales van de Eastern Conference waarin het werd verslagen door Columbus Crew. Ook in het seizoen 2021 was dit het eindstation van Nashville SC, nadat het derde was geworden in het reguliere seizoen. Daar daaropvolgende seizoenen wist de club continu de playoffs te behalen, maar werd het in de eerste ronde reeds uitgeschakeld. In 2023 mocht het voor het eerst aantreden in de strijd om de Leagues Cup. Nashville SC wist de finale te bereiken en speelde deze in haar eigen stadion, Geodis Park. Tegenstander Inter Miami wist na een 1-1 gelijkspel in de reguliere speeltijd en verlenging uiteindelijk de strafschoppen beter te nemen.

## Erelijst
- Leagues Cup

Finalist: 2023 (1x)

## Sponsoren
| Periode | Kledingsponsor | Shirtsponsor  | Shirtsponsor mouw |
| ------- | -------------- | ------------- | ----------------- |
| 2020–   | Adidas         | Renasant Bank | Hyundai           |

## Bekende (oud-)Coyotes

### Spelers
- Teal Bunbury
- Randall Leal
- Dax McCarty
- Hany Mukhtar
- Joe Willis
- Walker Zimmerman